# Difficultés d'apprentissage
 (novembre 2021).
Si vous disposez d'ouvrages ou d'articles de référence ou si vous connaissez des sites web de qualité traitant du thème abordé ici, merci de compléter l'article en donnant les références utiles à sa vérifiabilité et en les liant à la section « Notes et références ».
 (novembre 2021).
La mise en forme du texte ne suit pas les recommandations de Wikipédia : il faut le « wikifier ».
Les points d'amélioration suivants sont les cas les plus fréquents :
- Les titres sont pré-formatés par le logiciel. Ils ne sont ni en capitales, ni en gras.
- Le texte ne doit pas être écrit en capitales (les noms de famille non plus), ni en gras, ni en italique, ni en « petit »…
- Le gras n'est utilisé que pour surligner le titre de l'article dans l'introduction, une seule fois.
- L'italique est rarement utilisé : mots en langue étrangère, titres d'œuvres, noms de bateaux, etc.
- Les citations ne sont pas en italique mais en corps de texte normal. Elles sont entourées par des guillemets français : « et ».
- Les listes à puces sont à éviter, des paragraphes rédigés étant largement préférés. Les tableaux sont à réserver à la présentation de données structurées (résultats, etc.).
- Les appels de note de bas de page (petits chiffres en exposant, introduits par l'outil «  Source ») sont à placer entre la fin de phrase et le point final[comme ça].
- Les liens internes (vers d'autres articles de Wikipédia) sont à choisir avec parcimonie. Créez des liens vers des articles approfondissant le sujet. Les termes génériques sans rapport avec le sujet sont à éviter, ainsi que les répétitions de liens vers un même terme.
- Les liens externes sont à placer uniquement dans une section « Liens externes », à la fin de l'article. Ces liens sont à choisir avec parcimonie suivant les règles définies. Si un lien sert de source à l'article, son insertion dans le texte est à faire par les notes de bas de page.
- La présentation des références doit suivre les conventions bibliographiques. Il est recommandé d'utiliser les modèles {{Ouvrage}}, {{Chapitre}}, {{Article}}, {{Lien web}} et/ou {{Bibliographie}}. Le mode d'édition visuel peut mettre en forme automatiquement les références.
- Insérer une infobox (cadre d'informations à droite) n'est pas obligatoire pour parachever la mise en page.

Pour une aide détaillée, merci de consulter Aide:Wikification.
Si vous pensez que ces points ont été résolus, vous pouvez retirer ce bandeau et améliorer la mise en forme d'un autre article.
Les difficultés d'apprentissage sont des obstacles aux apprentissages, des difficultés de progression qu'un apprenant rencontre.

## Difficultés ou troubles de l'apprentissage?
Il ne faut pas confondre difficultés d'apprentissage et trouble d'apprentissage, ces deux termes traitant des problématiques différentes .
Le trouble d'apprentissage est un terme médical qui désigne un trouble permanent d’origine neurologique. Un trouble d'apprentissage correspond à une atteinte affectant une ou plusieurs fonctions neuropsychologiques, ce qui perturbe l'acquisition, la compréhension, l'utilisation et le traitement de l'information verbale ou non-verbale
La difficulté d'apprentissage quant à elle est temporaire, cependant, elle peut être grave et durable en fonction de la situation de la personne affectée. Ils n’atteignent pas les fonctions cognitives, et les facteurs déclencheurs de ces difficultés sont souvent externes à la personne.

## Les types de difficultés d'apprentissage

### Les difficultés dites "normales"
Les difficultés dites "normales" se manifestent lorsque le processus d'apprentissage est jalonné de phases difficiles lors de l'acquisition de connaissances. Les représentations ou les gestes anciens doivent être abandonnées et remplacées par des représentations ou des gestes plus pertinents.
Une personne qui a des lacunes dans une matière, manifestera une certaine difficulté face à la matière jusqu'à ce qu'elle se conditionne à changer sa manière de voir cette matière.

### Les difficultés "majeures"
Les difficultés "majeures", c'est ce qu'on appelle des "blocages". Le fait de ne pas réussir ou de comprendre après plusieurs essais.

### Les difficultés psychomotrices
Un document de l'Afpa parle de « difficultés psychomotrices » lorsqu'un apprentissage pour un métier manuel recourant à postures ou gestes peu naturels ne peut se faire par simple imitation mais nécessite que chaque apprenant trouve sa propre posture pour réussir. Il arrive que malgré un entraînement long, certains aient du mal à y parvenir.

### Les difficultés cognitives
1- la mauvaise gestion de la complexité : la concentration est basée sur le résultat à atteindre et non pas le cheminement pour atteindre l'objectif.
2- les difficultés de compréhension orale et écrite : lorsque la langue qu'il y a la barrière de la langue, ou que nous sommes face à un apprenant illettré ou allophone. L'apprenant exprimera des difficultés dans la compréhension mais aussi dans l'écrit, ce qui peut causer un blocage voire un frein à l'apprentissage car l'apprenant n'avancera pas au même rythme que les autres.
3- Une mémorisation insuffisante : les difficultés de mémorisation se manifestent par une impossibilité totale voir partielle coder des informations dans la mémoire à court ou à long terme
4- L'inadéquation entre le style d'apprentissage préféré et les conditions de l'apprentissage : en fonction des modalités mises en œuvre — contenus, supports, style du
formateur —, l'apprentissage peut être difficile s'il y a un trop grand hiatus avec les préférences de l'apprenant. Par exemple un apprenant peut préférer des supports visuels à des supports oraux ; préférer partir d'une vue d'ensemble pour rentrer ensuite dans le détail ou à l'inverse maîtriser un ensemble de détails pour en faire ensuite une synthèse ;  préférer un enseignement très structuré de type cours magistral ou au contraire disposer d'une grande autonomie. D'autres composantes des styles d'apprentissage ont été abondamment décrites, et un minimum de 71 styles différents a été répertorié.  Il est généralement conseillé aux enseignants d'adapter leurs modalités à chaque style d'apprentissage présent dans le public formé, ou de mixer ces modalités mais l'efficacité de la première option a été remise en cause, une préférence étant à donner à des méthodes pédagogiques déjà éprouvées.

## Les causes et conséquences des difficultés d'apprentissage
Plusieurs facteurs sont la cause, voire la conséquence des difficultés d'apprentissage. Les circonstances de la vie ont un fort impact sur nos capacités d’apprentissage. 

### La précarité est une cause des difficultés d’apprentissage.
“La précarité est l'absence d'une ou plusieurs des sécurités permettant aux personnes et aux familles d'assumer leurs responsabilités élémentaires et de jouir de leurs droits fondamentaux. L'insécurité qui en résulte peut être plus ou moins étendue et avoir des conséquences plus ou moins graves et définitives.” d’après J. Wresinski.
Lorsque la situation familiale n’est pas stable, saine, cela peut générer du stress et de la souffrance auxquelles les enfants ne peuvent échapper.  
Sur le plan scolaire, cela amène à des effets négatifs sur les résultats scolaires, engendre des moqueries, du harcèlement… Cela peut aller jusqu’au  décrochage scolaire. 

### Le décrochage scolaire est une cause aux difficultés scolaires, mais cela peut être aussi une conséquence.
Le décrochage scolaire est le résultat de faiblesses que l'élève connaît au cours d’une longue période scolaire. Cela résulte de la difficulté d'apprentissage, ou encore du mal être que l’élève peut ressentir.

### L'apprentissage scolaire et l’éducation familiale sont tous deux des causes face aux difficultés scolaires.
Il faut savoir que l’école est pour une partie des enfants un lieu de perte de confiance en soi. L'insuffisance des performances scolaires est souvent attribuée au manque de travail, à l'incompétence, aux capacités personnelles, ou encore au désintérêt des familles pour l’école. Dans les milieux populaires, cela commence très tôt, on possède peu le code culturel implicite de l’école et on a un niveau de compétence langagière inférieur à celui exigé par la pratique scolaire.
L’expérience familiale ne permet pas toujours de préparer et n'entraîne pas toujours les enfants aux modalités scolaires de mobilisation de la pensée. De ce fait, les enfants connaîtront très vite l’échec, sans pouvoir y remédier, sans comprendre les raisons de tout cela. 

### L'illettrisme, la dyslexie et l'origine sociale sont des causes des difficultés d’apprentissage.
D’après une étude faite auprès d’un groupe de jeunes en formation, ayant étudié en France sur 89 d’entre eux, 57 était en grande difficulté de lecture à la suite d'évaluations de lecture et les habiletés métaphonologiques. Ces jeunes étaient indemnes de troubles sensoriels et leur QI normal. Ce niveau de lecture bas, ne leur a pas permis d’obtenir leur diplôme pour 90 % d’entre eux. Toujours sur ces 57 apprenants, 56 % avaient des difficultés à déchiffrer et à identifier les mots, ce qui a permis de faire un diagnostic de dyslexie développementale.  
La dyslexie est un trouble spécifique du langage écrit qui ne s’explique ni par la déficience intellectuelle, ni par une pathologie neurologique, par une carence socio-éducative majeure ni par des troubles sensoriels. Dans la dyslexie, le déficit en lecture se caractérise par une grande difficulté à identifier les mots dû, le plus fréquemment à un déficit habilité métaphonologique. 
Avant cette étude, les jeunes n’avaient jamais bénéficié de diagnostic de dyslexie. Cela se caractérise par un échec scolaire précoce, dès l’apprentissage de la lecture en Cp, un grand nombre d’entre eux ont fréquenté des classes spécialisées. Il faut savoir que les enfants dyslexiques de famille précarisées sont très rarement diagnostiqués. Leur échec et leurs difficultés d’apprentissage sont mis sur le compte de leur environnement culturel et familial et cela est considéré comme étant normal. 
En absence de toute prise en charge et sans soutien efficace, l’enfant dyslexique va évoluer inexorablement vers l'illettrisme et la précarité. 

### La précarité liée à l’emploi est vue comme une conséquence des difficultés scolaires.
L’insécurité face à son emploi, le chômage,  cette forme de précarité peut être liée à différentes situations notamment le manque de qualification. Ce qui ne permettra pas une évolution ou  une considération du poste malgré l’expérience et les compétences démontrés par l’employé. Aujourd’hui, les diplômes ont une importance dans le marché de l’emploi. Cela permet de classer, catégoriser une personne face à ses fonctions. Une personne qui n’a pas pu obtenir de diplôme au cours de son parcours scolaire à cause de certaines difficultés sera confrontée à cette précarité. Les normes liées à l’emploi évoluent, la formation est la seule issue qui peut permettre à l’individu de se requalifier professionnelle.

### Le besoin de formation est une conséquence des difficultés d’apprentissage.
Souvent confronté à une reprise d’étude à l’âge adulte, une personne ayant subi une précarité scolaire exprimera des difficultés, des appréhensions face à cette décision. Mais l’objectif est d’accompagner l’apprenant à ce qui sera pour lui une réussite, c’est-à-dire l’accompagner à surmonter ses difficultés, valoriser son apprentissage.  
De plus en plus, dans certaines régions, on retrouve des parcours de formation pour mieux accompagner le public en situation de précarité : 
1. la formation d’insertion professionnelle et sociale : ce sont des formations qui ont pour but de remettre à niveau les apprenants en mathématiques, français, bureautique ainsi qu’en sciences humaines. D’autres formations ont pour but la sécurisation du parcours de formation qualifiante et le retour à l’emploi.
2. la formation qualifiante : ce sont des formations qui ont pour objectifs l'acquisition de compétences, ainsi que d’une qualification, afin de faciliter favoriser le retour à l’emploi et s’adapter au marché de l’emploi.

Si on s’appuie sur le Dossier “Le cœur à l’ouvrage” Pourquoi nous formons-nous, Mars 1999 écrit par Philippe Carré, on peut suivre une formation professionnelle pour de multiples raisons, telles qu’une visée promotionnelle, se cultiver, développer des compétences, bénéficier de contacts sociaux, acquérir une meilleure image de soi, s'évader de conflits familiaux.
À la suite d’une recherche réalisée par Philippe Carré auprès d’un public adulte en formation afin d’apprécier le “tableau motivationnel” qui les caractérise lors de leur engagement dans un processus de formation, différentes catégories de réponses ont été relevées. Donc une quatrième catégorie rassemble l'orientation extrinsèque et l'orientation vers l'apprentissage (quadrant nord-ouest). Elle s'exprime sous deux formes différentes :
Motif opératoire professionnel : c’est l’acquisition des savoirs (connaissances, habiletés et attitudes) perçus comme nécessaires à la réalisation d'activités spécifiques sur le champ du travail, afin d'anticiper ou de s'adapter à des changements, de découvrir ou de perfectionner des pratiques, mais toujours avec un objectif de performance précis.
Motif opératoire personnel : la formation doit permettre d'acquérir les savoirs, perçus comme nécessaires à la réalisation d'activités spécifiques en dehors du champ du travail (loisirs, vie familiale, responsabilités associatives, humanitaires, religieuses, politiques).
Et une cinquième catégorie plus « centrale », qui surtout de l'orientation extrinsèque. 
On y rencontre deux motifs :
Motif identitaire : ce motif est centré sur la reconnaissance de l'environnement et l'image sociale de soi, en dehors de tout motif économique. Il s'agit d'acquérir les savoirs et/ou la reconnaissance symbolique nécessaires à une transformation (ou une préservation) de ses caractéristiques d'identification sociale, à travers le maintien ou la transformation du statut social ou familial, de la fonction, du niveau de qualification, du titre.
Motif vocationnel : la personne cherche à acquérir les savoirs et/ou la reconnaissance nécessaires à l'obtention d'un emploi, à sa préservation, son évolution ou sa transformation. La raison de s'engager en formation est ici centrée sur une logique d'orientation professionnelle, de gestion de carrière ou de recherche d'emploi.

## Quelques idées de remédiations
Différentes circonstances font que le manque de confiance ou encore la peur de l’échec sont très présents dans la formation, notamment lorsque la scolarité a été difficile pour l’apprenant. 
Cela est lié aux croyances, à ce que l’on considère comme échecs ou réussites, aux remarques dévalorisantes que l’on peut recevoir... Le manque de confiance et la peur limitent l’évolution de la personne, causent un sentiment de frustration et empêchent la prise d'initiatives. Ce qui peut engendrer un sentiment d 'échec face à ce que l’on devrait faire. 
La confiance en soi n’est pas innée et s’acquiert tout au long de la vie. Les difficultés liées à l’apprentissage aussi sont des éléments passagers. L’adulte en formation doit se sentir en confiance, avoir une image positive d’elle-même en entrant en formation, cela lui permettra de surmonter plus facilement ses difficultés, s’adapter, ne pas lâcher et ce, même face à ce qu’elle verra comme échec. 

### Le sentiment d’efficacité personnelle
Il est important de mettre en avant le sentiment d’efficacité pour atteindre ses objectifs et surmonter ses difficultés. Le sentiment d'efficacité personnelle renvoie au fait de croire que l’on est capable de réaliser une tâche. La confiance que l’on place dans ses capacités à produire des choses. 
Le sentiment d’efficacité personnelle a été abordé par  Albert Bandura. Pour le psychologue, maîtriser des compétences n’est pas suffisant pour réaliser une tâche, il faut se sentir capable de la réaliser. Il a proposé un modèle de la performance humaine à trois dimensions dont le Sentiment d'Efficacité Personnelle est déterminant.
Ce concept permet de comprendre que le fait de se focaliser sur le développement des compétences n’est pas suffisant. Il faut prendre en compte la manière dont les personnes construisent leurs sentiments de compétences. Le but d’une formation, n’est pas simplement de développer les savoirs et les savoir-faire du public, mais aussi de leur permettre d’avoir confiance en leurs propres capacités à réussir les tâches, à occuper un poste. 
Le sentiment d’efficacité est déterminant car il permet de maintenir la motivation des personnes. En effet, plus une personne estime qu’elle est capable de réaliser une tâche, plus sa motivation sera grande. Alors que si elle manque de confiance en leurs capacités, elle sera plutôt dans l’évitement. 
Albert Bandura a identifié quatre facteurs qui favorisent le sentiment de compétences :
La maîtrise personnelle : cela renvoie aux réussites du passé
L’apprentissage social : le fait de voir les personnes qui nous ressemblent réussir. Cela rassure et permet de prendre confiance en nos propres capacités à réaliser et réussir une tâche ;
La persuasion par autrui : avoir des retours constructives d’un pair sur sa performance, être encourager face à nos tâches ;
L’état physique et émotionnel : cela correspond au fait de perdre ses moyens et douter de ses capacités à réussir.

### Le modèle socio-constructivisme[10]
Le socio-constructivisme est un modèle qui vient compléter le constructivisme, et qui remonte du début du XXe siècle, porté par Vygostski. 
Contrairement à ce modèle, il y ajoute l’importance des liens sociaux dans la construction des savoirs. On construit grâce au langage.
Dans ce modèle, les connaissances sont acquises à l’aide d’un contexte où les interactions apprenants-formateurs et apprenants-apprenants sont riches. 
Le socio-constructivisme c’est apprendre en échangeant avec les individus. 
Dans ce modèle, on va du principe qu’on apprend pour surmonter un conflit cognitif et social entre les connaissances, les compétences disponibles, les informations et les tâches nouvelles. 
Le socio-constructivisme favorise l’autonomie et la métacognition. L’apprentissage à une meilleure efficacité du fait de la prise en compte des différences interindividuelles.
Mais, ce modèle demande plus de temps d’apprentissage, et ne vaut pas pour tous les savoirs.
Souvent, nous sommes amener à penser que l'individualisation des parcours est la bonne solution lorsqu'un apprenant exprime des difficultés. Mais le modèle du socio-constructivisme laisse à penser que l'effet de groupe à un réel impact sur la réflexion, permet l'échange et cela peut aider à surmonter les difficultés par le partage des expériences. 